# 牛津 (新澤西州)
牛津（英語：Oxford）是位於美國新澤西州沃倫縣的普查規定居民點。

## 人口
根據2020年美國人口普查的數據，牛津的面積為1.80平方千米，當中陸地面積為1.79平方千米，而水域面積為0.01平方千米。當地共有人口1033人，而人口密度為每平方千米573.89人。